# Aphrodisius von Béziers

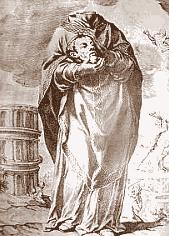
Aphrodisius von Béziers

Aphrodisius von Béziers († wohl 3. Jahrhundert in Béziers) war der Legende zufolge der erste Bischof von Béziers. Er gehört zur Gruppe der Cephalophoren („Kopfträger“).

## Legende
Der Legende zufolge habe Aphrodisius die Heilige Familie bei ihrer Flucht nach Ägypten in Heliopolis aufgenommen. Er sei später, als er von den Wundern hörte, die Christus vollbracht habe, von Ägypten nach Palästina gereist und habe zu Pfingsten den Heiligen Geist empfangen. Er sei dann gemeinsam mit Paulus von Narbonne in den Süden Galliens gereist, wo Paulus in Narbonne Bischof geworden sei, während Aphrodisius auf einem Kamel weiter nach Béziers gezogen sei, wo er sich als Einsiedler in einer Höhle niedergelassen habe. Er sei dann Bischof der Stadt geworden, später aber von Einheimischen enthauptet worden. Aphrodisius habe dann sein eigenes Haupt aufgehoben und sei mit diesem unter dem Arm durch die Straßen der Stadt gezogen. Einige Bürger hätten ihm Schnecken in den Weg gelegt, auf die Aphrodisius getreten sei, ohne eine davon zu zerstören. Er sei auch von Steinmetzen am Straßenrand verhöhnt worden, die daraufhin in Steine verwandelt worden seien – so jedenfalls die lokale Sage zur Erklärung der sieben Steine entlang der Rue des Têtes. Aphrodisius sei schließlich mit seinem Haupt bis zu seiner Höhle gewandert und sei dort gestorben und anschließend bestattet worden. Hier erhob sich zunächst eine Petruskapelle, später eine Basilika, die nach Aphrodisius benannt wurde.

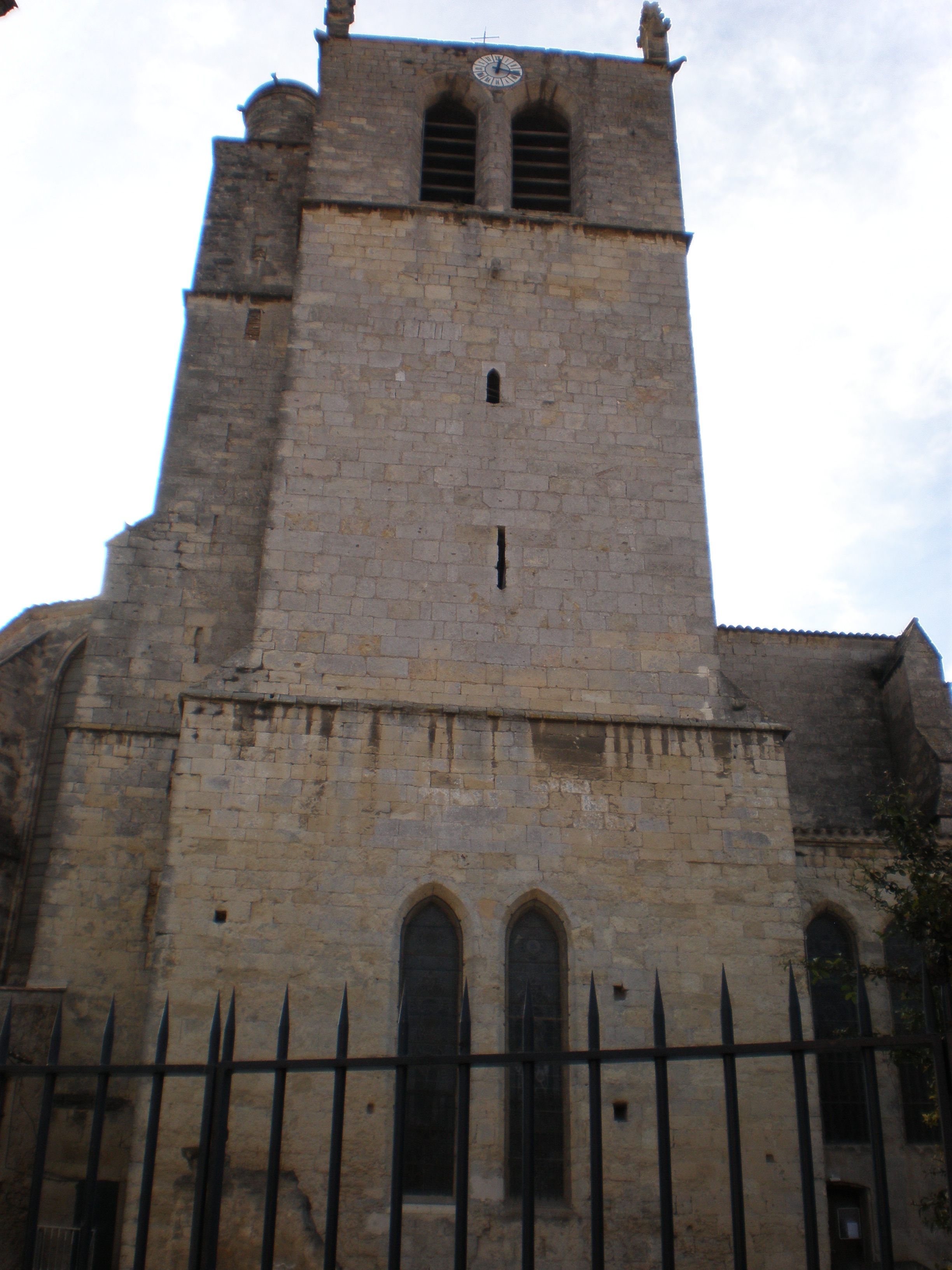
Aphrodisius-Basilika in Béziers

Es ist anzunehmen, dass Aphrodisius nicht bereits, wie es die Legende will, unter Kaiser Nero das Martyrium erlitten hat, sondern dass es in Wahrheit eine Person aus dem 3. Jahrhundert ist, also ohne Bezug zur Heiligen Familie oder zu Pfingsten, da auch Paulus von Narbonne in die Zeit der Christenverfolgung unter Decius gehört, während man ihn früher mit Sergius Paulus gleichsetzte, dem in der Apostelgeschichte erwähnten Prokonsul von Zypern.

## Verehrung
Aphrodisius wird nur in der Stadt Béziers und ihrer näheren Umgebung verehrt; hier steht auch die einzige zu seinen Ehren errichtete Kirche Frankreichs. Gedenktag des Heiligen ist der 28. April. An diesem Tag wird in Béziers traditionell bis heute ein hölzernes Kamel durch die Stadt geführt.

## Darstellung
Es existieren nur sehr wenige Darstellungen des Heiligen.